# Chevrolet Corvette C8
La Chevrolet Corvette C8 è un'autovettura sportiva, ottava generazione dell'omonimo modello, prodotta dalla General Motors con il marchio Chevrolet a partire dal febbraio 2020.
Questa generazione, basata su un telaio e meccanica totalmente inediti, vede il posizionamento del motore in posizione posteriore longitudinale con una configurazione della carrozzeria a berlinetta, una tipologia inedita per la Corvette, che nelle precedenti generazione era disponibile solo come coupé a motore anteriore.

## Descrizione

### Contesto
A seguito di numerosi prototipi e veicoli sperimentali, è la prima Corvette a motore centrale dall'introduzione della prima generazione nel 1953 (così come la prima vettura sportiva a motore centrale di produzione della GM da quando la Pontiac Fiero fu tolta dal mercato nel 1988), che era caratterizzata dal tradizionale layout da coupé gran turismo a motore anteriore e trazione posteriore. La C8 fu annunciata nell'aprile 2019 ed ha debuttato ufficialmente il 18 luglio 2019 durante un evento stampa presso il Kennedy Space Center in occasione del 50º anniversario della missione Apollo 11. La vettura è stata poi presentata al pubblico nel ottobre 2019 insieme alla versione da corsa la C8.R. La produzione è iniziata ufficialmente il 3 febbraio 2020, in ritardo rispetto ai piani iniziali a causa dello sciopero della General Motors del 2019. La prima versione della C8 Corvette è la Stingray, dotata del nuovo motore V8 LT2 da 6,2 litri montato in posizione centrale.

### Design

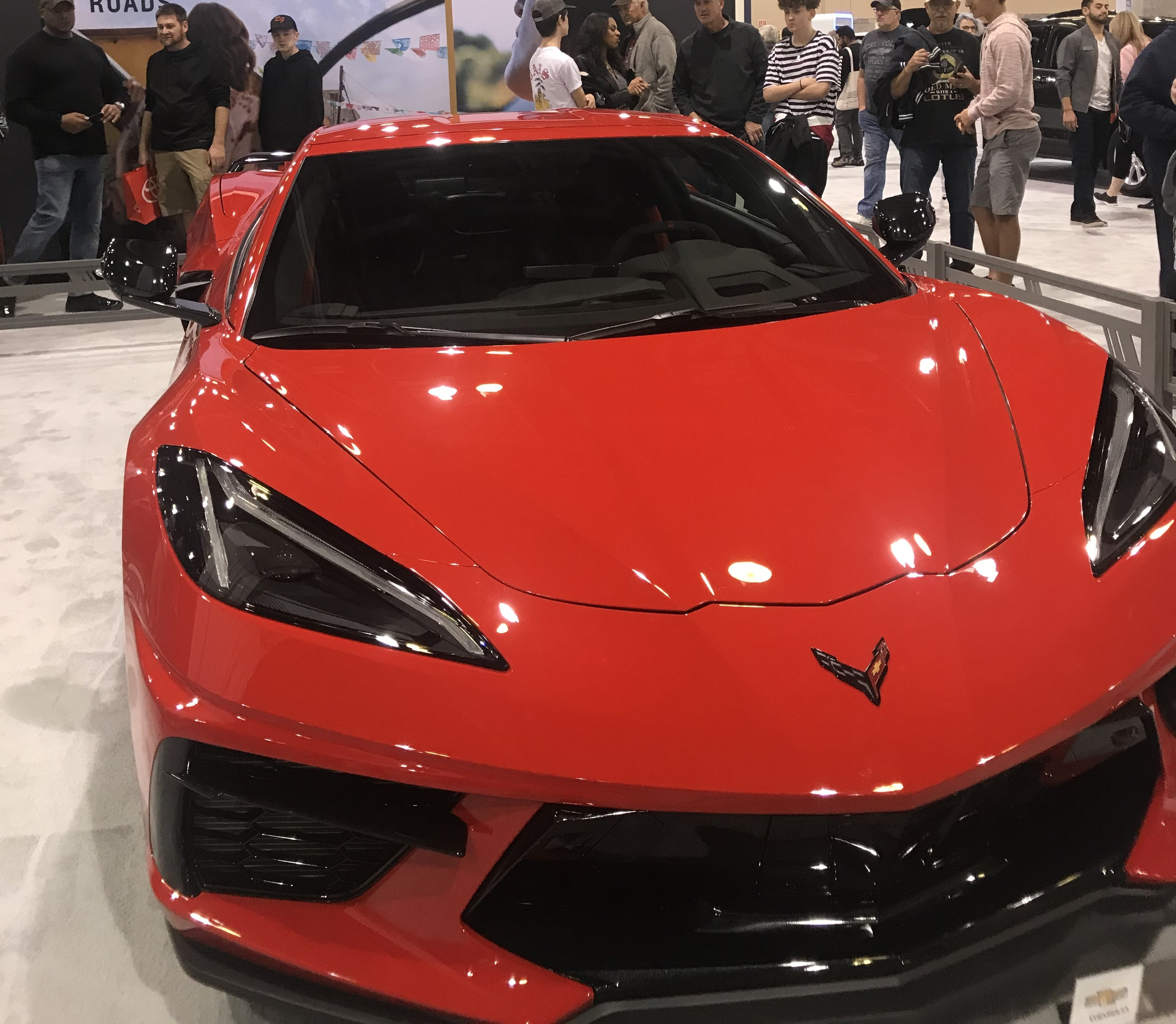
Dettaglio del frontale

La C8 conserva alcuni elementi estetici presenti sulla C7, ma la maggior parte della carrozzeria è completamente inedita. Il riposizionamento del motore al posteriore ha reso necessario una riprogettazione dell'aerodinamica e del sistema di raffreddamento: le aperture laterali sulla fiancata ospitano le prese d'aria e altri sfoghi d'aria sono presenti nella parte posteriore ai lati del cofano motore in cristallo sotto i fanali posteriori. Sulla vettura inoltre sono presenti tre vani bagagliai: uno convenzionale che si trova nella parte posteriore dietro il motore, un altro piccolo vano tra il motore e l'abitacolo e un terzo sotto il cofano anteriore, per uno spazio di carico di circa 370 litri. Con il passaggio a un layout a motore centrale, l'abitacolo passeggeri è stata spostato in avanti di 420 mm rispetto alla C7. Quest'ultimo è stata interamente ridisegnato, ha tutti i comandi incentrati e orientati verso il guidatore; nella console centrale trova posto il sistema ETRS, ovvero una fila di comandi che gestiscono svariate funzioni del veicolo e un display touchscreen da 8 pollici che funge da sistema multimediale. Il volante a due razze dalla forma esagonale, ospita una serie di comandi rapidi e dietro di esso trova posto uno schermo digitale da 12 pollici sostituisce il quadro strumenti e varia la grafica in base a una delle sei modalità di guida selezionabili.

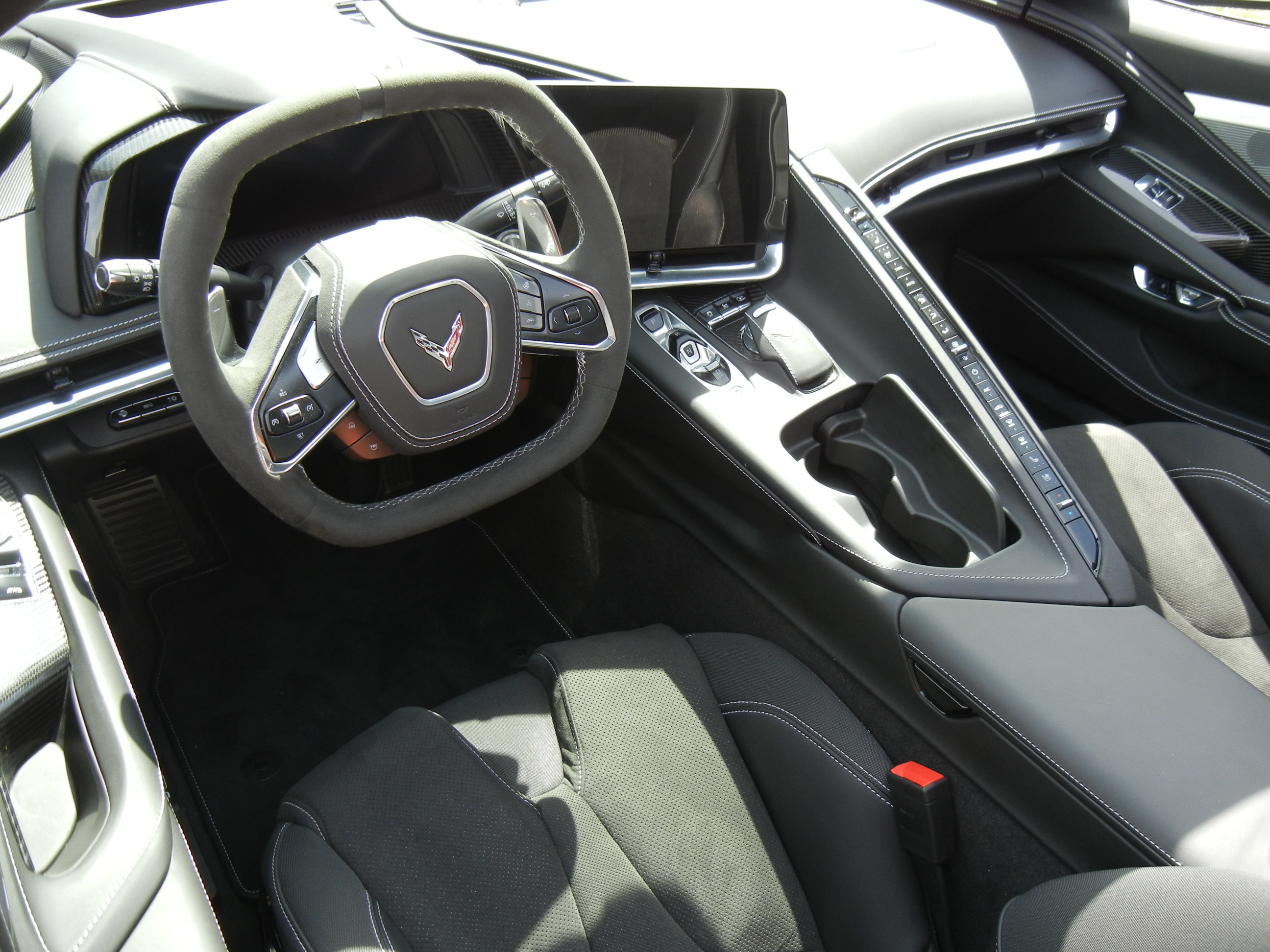
Vista degli interni

### Versioni e allestimenti
Sono disponibili tre livelli di allestimento, 1LT, 2LT e 3LT, che sono abbinabili a tre tipi di configurazione delle sospensioni chiamati FE1, FE3 e FE4, a cui si aggiungono due pacchetti d'accessori opzionali chiamati pacchetti Z51 Performance. Inoltre, sono disponibili anche tre tipologie di sedili: GT1, GT2 e Competition Sport. L'interno è rivestito in pelle o tessuto con finiture in fibra di carbonio o alluminio. Inoltre, disponibile come optional, c'è lo specchio retrovisore digitale, che attraverso una telecamera posta nella parte posteriore del veicolo, proietta le immagini video sullo specchietto retrovisore.

## Tecnica

### Motore
La Stingray utilizza una nuova versione del motore GM della Serie LS, chiamato LT2 e derivato dall'unità LT1 della Corvette C7 Stingray. Il nuovo V8 ad aspirazione naturale eroga una potenza 497 CV a 6.450 giri/min e una coppia di 630 Nm a 5150 giri/min, con un incremento di 40 CV e 14 Nm rispetto alla Corvette C7. Il motore che utilizza un sistema di lubrificazione a carter secco, è dotato del dispositivo Active Fuel Management, che disattiva una bancata ovvero 4 cilindri del motore quando viene utilizzato poco acceleratore e viaggia a velocità costante come per esempio nei trasferimenti autostrada.
È inoltre disponibile un pacchetto opzionale chiamato Z51 Performance che aggiunge un sistema di scarico sportivo, portando la potenza totale a 502 CV e la coppia a 637 Nm.

### Trasmissione

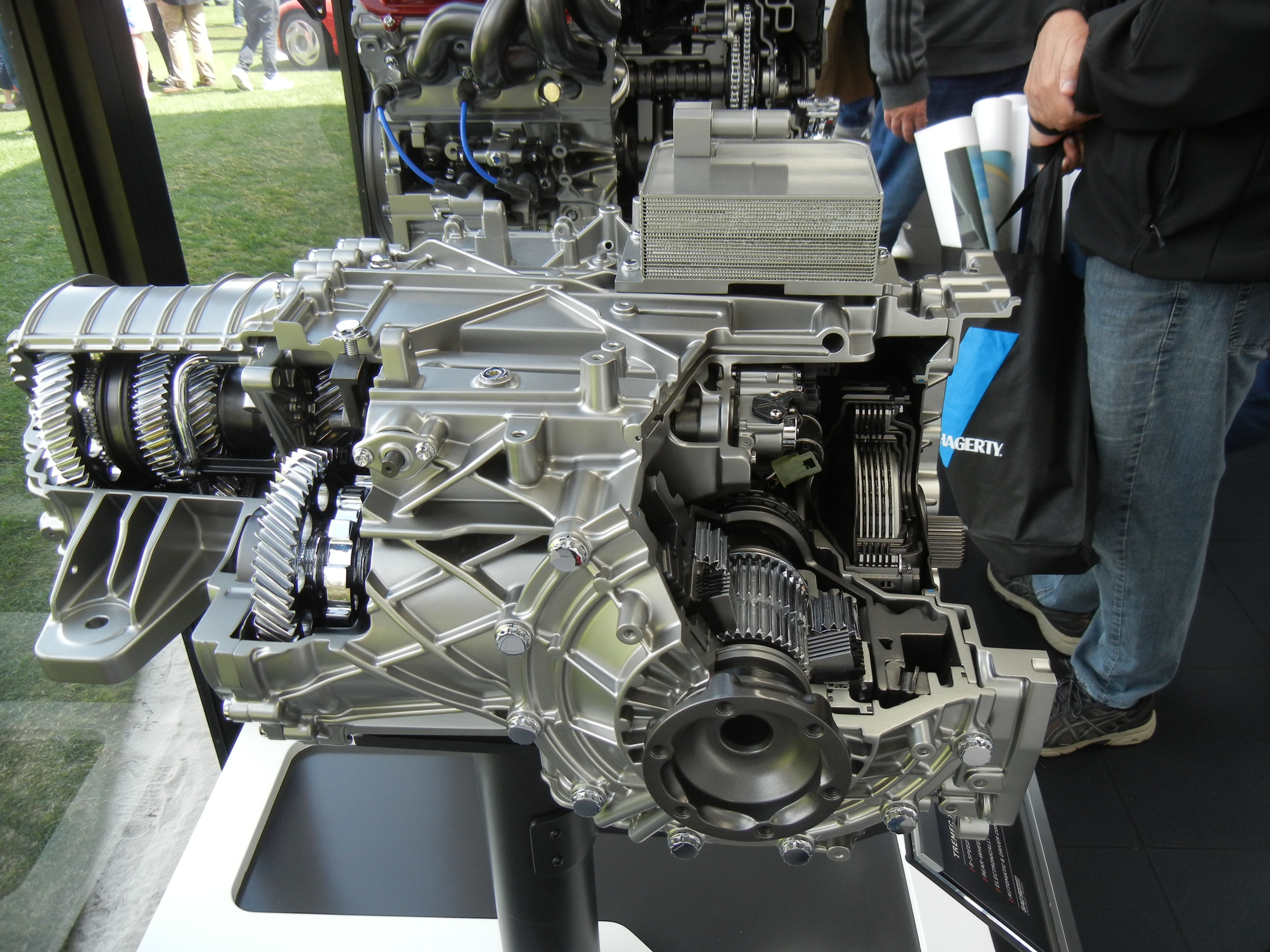
Vista del cambio automatico

La Stingray è disponibile solo con un cambio automatico a doppia frizione a 8 marce prodotto da Tremec, tuttavia il cambio marcia può essere comandato il modo semiautomatico grazie ai comandi posti sul volante.

### Sospensioni e pneumatici
Il modello base della Stingray è dotato di sospensioni a doppio braccio oscillante su entrambi gli assi in alluminio forgiato. Di serie sono previsti degli ammortizzatori monotubo su tutte e quattro le ruote; in opzione sono disponibili delle sospensioni magnetoreologiche a controllo elettronico e un sistema alza di 40 mm le sospensioni sull'asse anteriore a velocità inferiori a 40 km/h, in modo tale da superare rampe, dossi e buche.
Il pacchetto Z51 aggiunge un'impostazione delle sospensioni regolabile ottimizzata con le sedi per le molle filettate nonché un differenziale elettronico a slittamento limitato.
Lo Stingray monta cerchi in lega dal diametro di 19 pollici nella parte anteriore e 20 pollici nella parte posteriore. Gli pneumatici standard sono dei Michelin Pilot Sport ALS, con Michelin Pilot Sport 4S disponibile come parte del pacchetto Z51. La vettura calza all'avantreno pneumatici da 245/45ZR-19 e al retrotreno da 305 / 30ZR-20. I freni di serie sono dischi autoventilati della Brembo a quattro pistoncini con diametro di 345 mm all'anteriore e 320 mm nella parte posteriore. Il pacchetto Z51 offre freni maggiorati rispettivamente di 338 mm e 351 mm.

## Evoluzione

### Z06

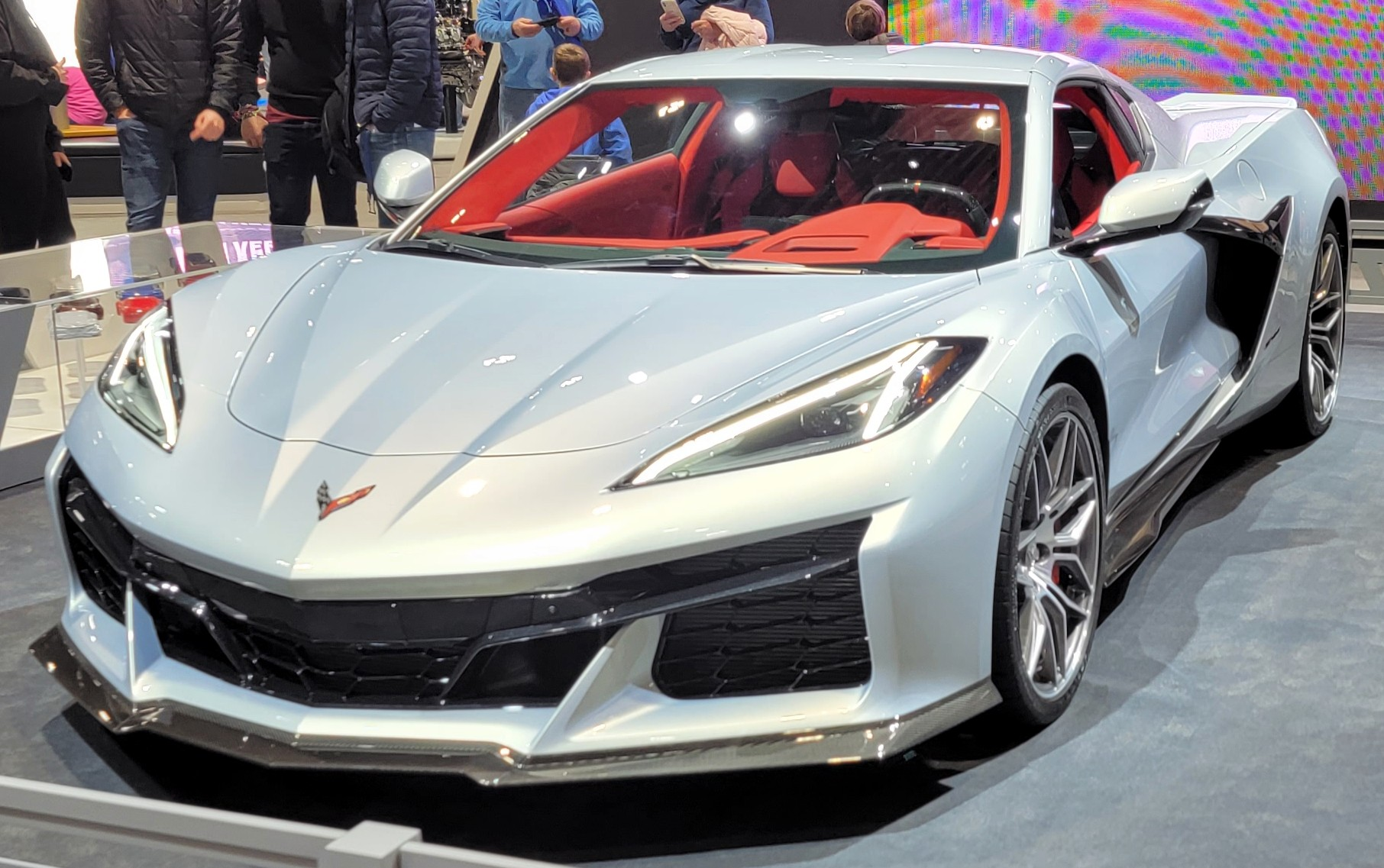
Corvette Z06

La Z06 è una versione ad alte prestazioni della Corvette C8, presentata il 26 ottobre 2021 e introdotta sul mercato nell'estate del 2022.
La Z06 monta un nuovo motore V8 aspirato da 5,5 litri che produce 679 CV (500 kW) a 8400 giri/min e 624 Nm di coppia a 6300 giri/min, con il limitatore fissato a 8600 giri/min. Questo motore, chiamato LT6, è dotato di distribuzione con doppio albero a camme in testa (DOHC) e di albero motore piatto, superando in termini di potenza erogata il motore M159 della Mercedes-Benz SLS AMG Black Series e diventando il più potente V8 aspirato montato su una vettura di serie. Una versione modificata di questo motore viene già impiegata dal 2019 sulla Chevrolet Corvette C8.R. Altre caratteristiche peculiari di questo prolusore includono il monoblocco in alluminio pressofuso, doppie molle di chiamo delle valvole (con quest'ultime che sono realizzate per l'aspirazione in titanio e mentre per lo scarico al sodio), pistoni in alluminio forgiato, bielle in titanio forgiato, collettore di aspirazione a geometria variabile con due corpi farfallati da 87 mm, collettori di scarico in acciaio inossidabile e un sistema di lubrificazione a carter secco. La Z06 utilizza la stessa trasmissione Tremec a doppia frizione a 8 rapporti dei modelli Stingray, sebbene qui abbia un rapporto di trasmissione finale più corto. La Chevrolet dichiara che ciò consente alla Z06 di accelerare da 0 a 97 km/h in 2,6 secondi.
La Z06 presenta la medesima configurazione delle sospensione della Stingray. Il corpo vettura invece è stato allargato per ospitare ruote e pneumatici più grandi. Le ruote anteriori hanno un diametro di 20 pollici mentre al posteriore sono da 21 pollici, disponibili come optional con cerchi in fibra di carbonio; Chevrolet afferma che le ruote in fibra di carbonio riducono di 19 kg le masse non sospese elasticamente. Gli pneumatici hanno dimensioni all'avantreno di 275/30 ZR20, mentre al retroreno di 345/25 ZR21.
Di base la Z06 viene fornita con un pacchetto aerodinamico che include splitter anteriore e uno spoiler posteriore di maggiori dimensioni, che generano un carico aerodinamico maggiore di circa 166 kg alla velocità di 300 km/h rispetto a quello della versione standard.

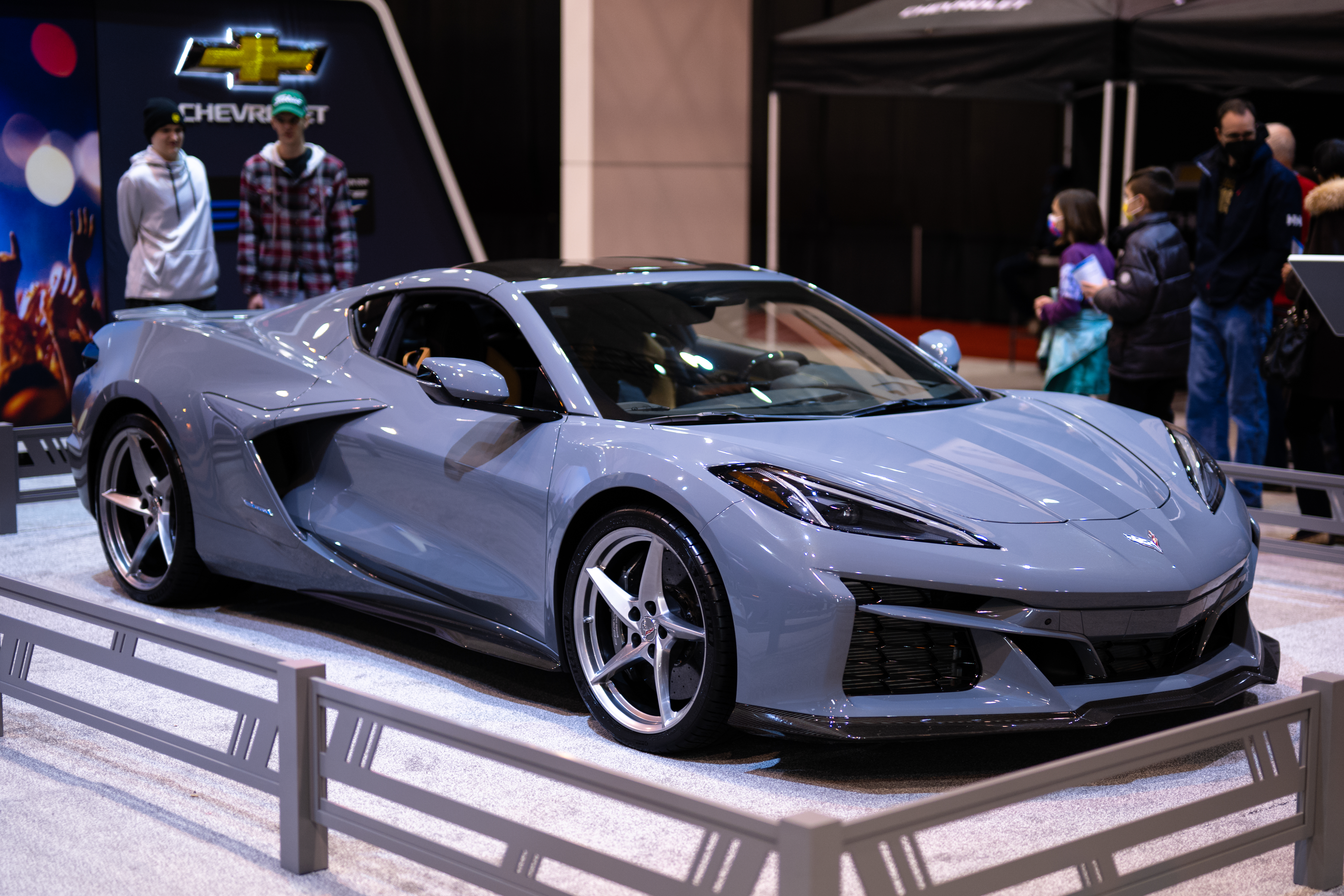
Corvette E-Ray

### E-Ray
La versione ibrida della Corvette, chiamata E-Ray, è stata presentata il 17 gennaio 2023. La E-Ray è la Corvette più veloce mai realizzata, nonché la prima con trazione integrale e ibrida.
L'E-Ray ha tre livelli di allestimento: 1LZ, 2LZ e 3LZ. Inoltre, c'è un pacchetto opzionale denominato ZER Performance che include pneumatici specifici e una diversa messa a punto del telaio. L'E-Ray viene dotato fornito di serie con freni in carboceramici e trasmissione eAWD.
Chevrolet dichiara che la vettura impieghi sul quarto di miglio 10,5 secondi e uno scatto da 0 a 60 mph in 2,5 secondi, rendendola la Corvette di serie più veloce mai prodotta. La modalità Stealth consente la guida completamente elettrica a una velocità massima di 45 mph.

## Premi e riconoscimenti
La Corvette C8 è stata premiata dalla rivista Motor Trend Car of the Year 2020 ed è stata inserita da Car and Driver nella lista 10Best 2020. Inoltre ha ricevuto premi North American Car of the Year 2020 e la Detroit Free Press Car of the Year 2020.